# Storven
Storven (Agrostis gigantea) är en växtart i familjen gräs. 